# Patrizia Van der Weken
Patrizia Van der Weken (* 12. November 1999) ist eine luxemburgische Leichtathletin, die sich auf den Sprint spezialisiert hat. Sie ist aktuell Inhaberin der Landesrekorde über 100 und 200 Meter im Freien sowie über 60 Meter in der Halle.

## Sportliche Laufbahn
Erste internationale Erfahrungen sammelte Patrizia Van der Weken im Jahr 2016, als sie bei den erstmals ausgetragenen Jugendeuropameisterschaften in Tiflis in 11,96 s den siebten Platz im 100-Meter-Lauf belegte und über 200 Meter mit 25,68 s in der ersten Runde scheiterte. Bereits im Vorjahr nahm sie in der Staffel an den Europaspielen in Baku teil, gelangte dort aber nicht ins Ziel. Im Jahr darauf gewann sie bei den Spielen der kleinen Staaten von Europa (GSSE) in Serravalle in 11,86 s die Silbermedaille über 100 Meter hinter der Malteserin Charlotte Wingfield und im 200-Meter-Lauf gewann sie in 24,32 s die Bronzemedaille hinter Wingfield und Guðbjörg Jóna Bjarnadóttir aus Island. Zudem sicherte sie sich auch mit der luxemburgischen 4-mal-100-Meter-Staffel in 46,68 s die Bronzemedaille hinter den Teams aus Island und Malta. Anschließend erreichte sie bei den U20-Europameisterschaften in Grosseto das Halbfinale über 100 Meter, in dem sie mit 11,91 s ausschied, während sie über 200 Meter mit 24,82 s im Vorlauf scheiterte. 2018 gelangte sie bei den U20-Weltmeisterschaften in Tampere jeweils das Halbfinale über 100 und 200 Meter und schied dort mit 11,70 s und 24,58 s aus. Im Jahr darauf startete sie im 60-Meter-Lauf bei den Halleneuropameisterschaften in Glasgow und schied dort mit 7,41 s in der ersten Runde aus. Im Juli schied sie bei den U23-Europameisterschaften in Gävle mit 11,82 s im Semifinale über 100 Meter aus und scheiterte über 200 Meter mit 24,73 s in der Vorrunde. 2021 klassierte sie sich dann bei den U23-Europameisterschaften in Tallinn mit 11,73 s auf dem achten Platz über 100 Meter und stellte im Vorlauf mit 11,50 s einen neuen Landesrekord auf. Mitte August lief sie dann in La Chaux-de-Fonds in 23,94 s Landesrekord über 200 Meter.
2022 startete sie bei den Hallenweltmeisterschaften in Belgrad und schied dort mit 7,28 s aus, nachdem sie im Vorlauf mit 7,21 s einen neuen Landesrekord über 60 Meter aufstellte. Im Juni siegte sie in 11,62 s über 100 Meter beim Internationalen Pfingstsportfest Rehlingen und Anfang Juli verbesserte sie den Landesrekord auf 11,29 s. Über ihr Ranking in der Weltrangliste qualifizierte sie sich über diese Distanz für die Weltmeisterschaften in Eugene und schied dort mit 11,34 s in der ersten Runde aus. Bei den Europameisterschaften in München schied sie mit einer Zeit von 11,51 s als Vierte im zweiten von drei Halbfinalläufen aus. Im Jahr darauf schied sie bei den Halleneuropameisterschaften in Istanbul mit 7,27 s im Halbfinale über 60 Meter aus. Während der Freiluftsaison steigerte sie den Landesrekord über 100 Meter kontinuierlich auf 11,02 s und wurde im Juni bei der 2. Liga der Team-Europameisterschaft im Zuge der Europaspiele in Chorzów in 11,24 s Erste über 100 Meter und siegte auch über 200 Meter in 23,19 s, womit sie einen neuen Landesrekord aufstellte. Daraufhin siegte sie in 11,22 s über 100 Meter bei den World University Games in Chengdu, ehe sie bei den Weltmeisterschaften in Budapest mit 11,38 s in der ersten Runde ausschied. 2024 steigerte sie ihren Hallenrekord über 60 Meter auf 7,09 s und belegte dann im März bei den Hallenweltmeisterschaften in Glasgow in 7,15 s den siebten Platz. Im Juni verbesserte sie bei den Europameisterschaften in Rom im Halbfinale den Landesrekord über 100 Meter auf 11,00 s und gelangte dann im Finale mit 11,04 s auf Rang vier. Im Juli siegte sie in 11,06 s beim Meeting de Paris und anschließend schied sie bei den Olympischen Sommerspielen in Paris mit 11,13 s im Halbfinale aus.
2025 steigerte sie ihren luxemburgischen Hallenrekord über 60 Meter auf 7,06 s und gewann damit im März Bronze bei den Halleneuropameisterschaften in Apeldoorn und gewann damit die erste Medaille für Luxemburg bei Halleneuropameisterschaften. Kurz darauf gewann sie bei den Hallenweltmeisterschaften in Nanjing in 7,07 s die Bronzemedaille hinter der Schweizerin Mujinga Kambundji und Zaynab Dosso aus Italien.
In den Jahren von 2020 bis 2024 wurde van der Weken luxemburgische Meisterin im 100-Meter-Lauf sowie 2020 und 2024 auch über 200 Meter. Zudem wurde sie von 2017 bis 2019 und von 2022 bis 2024 Hallenmeisterin über 60 Meter und 2017 und 2018 und 2023 und 2024 auch über 200 Meter.

## Persönliche Bestzeiten
- 100 Meter: 11,00 s (+2,0 m/s), 9. Juni 2024 in Rom (luxemburgischer Rekord)
  - 50 Meter (Halle): 6,29 s, 22. Januar 2022 in Luxemburg (nationale Bestleistung)
  - 60 Meter (Halle): 7,06 s, 9. März 2024 in Apeldoorn (luxemburgischer Rekord)
- 200 Meter: 23,19 s (+1,0 m/s), 20. Juni 2023 in Chorzów (luxemburgischer Rekord)
  - 200 Meter (Halle): 23,29 s, 18. Februar 2024 in Luxemburg (luxemburgischer Rekord)
  - 300 Meter (Halle): 39,55 s, 17. Dezember 2021 in Luxemburg (nationale Bestleistung)